# Liste des arbres remarquables du Morbihan
La liste des arbres remarquables du Morbihan a été établie par le Conseil général du Morbihan en 2000. En 2002 cette liste a été complétée et publiée dans un ouvrage sur les arbres remarquables.
Parmi la centaine d’arbres présentés, certains ont plus de 500 ans.

## Arbres répertoriés comme arbres remarquables de France
6 arbres du département sont, à l'été 2018, distinguées par le label « Arbres remarquables de France » que décerne l'association Arbres remarquables : bilan, recherche, études et sauvegarde (A.R.B.R.E.S.).
| Arbre                          | essence          | statut             | commune            | lieu-dit             | âge[Quand ?]                    | Date de labellisation | image |
| ------------------------------ | ---------------- | ------------------ | ------------------ | -------------------- | ------------------------------- | --------------------- | ----- |
| Chêne à Guillotin              | Chêne pédonculé  | essence autochtone | Concoret           | Village des Rues Éon | plus de 500 ans                 | avril 2017            |       |
| Platane de Branféré            | Platane d'Orient | essence exotique   | Le Guerno          | Parc de Branféré     | plus de 200 ans                 | avril 2001            |       |
| Chêne de Kerverné              | Chêne pédonculé  | essence autochtone | Lignol             | Kervené              | 200 à 300 ans                   | juin 2001             |       |
| Chênes de Rosterc'h (2 arbres) | Chêne pédonculé  | essence autochtone | Plouray            | Rosterc'h            | plus de 500 ans plus de 300 ans | janvier 2004          |       |
| Glycine de Rochefort-en-Terre  | Glycine          |                    | Rochefort-en-Terre | Le Bourg             |                                 | mai 2003              |       |

## Autres arbres remarquables dans le Morbihan
| essence                | commune                | âge[Quand ?]    | lieu-dit                           | statut                         |
| ---------------------- | ---------------------- | --------------- | ---------------------------------- | ------------------------------ |
| Cyprès de Lambert      | Augan                  | 120 ans         | Château du Loup                    | essence exotique               |
| Sapin d'Andalousie     | Augan                  | 100 ans         | Château du Loup                    | essence exotique               |
| Châtaignier            | Baden                  | plus de 400 ans | Mané Moustran                      | essence d'importation ancienne |
| Pin maritime           | Le Bono                | plus de 100 ans | Kerisper                           | essence d'importation ancienne |
| Chêne pédonculé        | Brandérion             | 200 à 300 ans   | Château de Kerlivio                | essence autochtone             |
| If commun              | Brandérion             | 400 ans         | Chapelle Sainte-Anne               | essence autochtone             |
| Châtaignier            | Campénéac              | 400 ans         | Route d'Augan                      | essence d'importation ancienne |
| Chêne pédonculé        | Carentoir              | 200 à 250 ans   | Chapelle de Saint-Jacques          | essence autochtone             |
| Chêne pédonculé        | Caro                   | 250 à 350 ans   | Ancien presbytère                  | essence autochtone             |
| Cormier                | Caro                   | 300 ans         | Bas Baudel                         | essence autochtone             |
| Châtaignier            | Caudan                 | 300 à 350 ans   | Chapelle Notre-Dame-de-Vérité      | essence d'importation ancienne |
| Pin de Monterey        | Caudan                 | plus de 100 ans | Château du Diable                  | essence exotique               |
| Chêne pédonculé        | Colpo                  | plus de 300 ans | Kerjaffray                         | essence autochtone             |
| Chêne pédonculé        | Concoret               | plus de 300 ans | Château de Comper                  | essence autochtone             |
| Chêne pédonculé        | Cruguel                | 300 ans         | La Grille                          | essence autochtone             |
| If commun              | Cruguel                | plus de 500 ans | Chapelle Saint-Yves                | essence autochtone             |
| Charme                 | Elven                  | 80 à 120 ans    | Columbarium                        | essence autochtone             |
| Châtaignier            | Elven                  | plus de 300 ans | La Boissière                       | essence d'importation ancienne |
| Catalpa                | Elven                  | plus de 100 ans | La Boissière                       | essence exotique               |
| Magnolia grandiflora   | Elven                  | plus de 100 ans | La Boissière                       | essence exotique               |
| Cyprès de Lambert      | Erdeven                | 120 ans         | Keravéon                           | essence exotique               |
| Magnolia grandiflora   | Étel                   | 150 ans         | Rue principale                     | essence exotique               |
| Hêtre commun           | Le Faouët              |                 | Entrée de ville                    | essence autochtone             |
| Cormier                | Guégon                 | 300 ans         | La Chesnaye Morio                  | essence autochtone             |
| Hêtre commun           | Guénin                 | 150 à 200 ans   | Chapelle Notre-Dame-de-Manéguen    | essence autochtone             |
| Charme                 | Guer                   | 100 ans         | Route de la Gacilly                | essence autochtone             |
| Chêne vert             | Guer                   | 100 ans         | Le Vauniel                         | essence autochtone             |
| If commun              | Guer                   | plus de 300 ans | Village des Moutiers               | essence autochtone             |
| If commun              | Guern                  | plus de 300 ans | Chapelle Notre-Dame-de-Quelven     | essence autochtone             |
| Chêne pédonculé        | Guilliers              | 300 à 350 ans   | Le Bourg Neuf                      | essence autochtone             |
| Hêtre commun           | Guiscriff              |                 | Kérandraon                         | essence autochtone             |
| If commun              | Hennebont              | 400 ans         | Cimetière de Saint-Caradec         | essence autochtone             |
| Tulipier de Virginie   | Hennebont              | 80 ans          | Parc de Kerbihan                   | essence exotique               |
| Chêne pédonculé        | Le Hézo                | 250 à 300 ans   | Le Brionel                         | essence autochtone             |
| Platane d'Orient       | Josselin               | 100 ans         | Château de Josselin                | essence exotique               |
| If commun              | Landaul                | 300 à 400 ans   | Place de l'église                  | essence autochtone             |
| Hêtre pourpre          | Lanester               | plus de 200 ans | Château du Diable                  | essence exotique               |
| Tilleul                | Lanvénégen             | 200 ans         | Kerdellec                          | essence autochtone             |
| Pin de Monterey        | Larmor-Baden           | plus de 100 ans | Île de Berder                      | essence exotique               |
| Cèdre bleu de l'Atlas  | Limerzel               | 90 à 100 ans    | Château de Bois de Roz             | essence exotique               |
| Chêne pédonculé        | Locmalo                | 300 à 400 ans   | Village de Longueville             | essence autochtone             |
| Merisier               | Locoal-Mendon          | 50 ans          | La Forest                          | essence autochtone             |
| Châtaignier            | Locoal-Mendon          | 250 ans         | La Forest                          | essence d'importation ancienne |
| Hêtre pleureur         | Lorient                | 100 ans         | Lycée Dupuy-de-Lôme                | essence exotique               |
| Cocotier du Chili      | Lorient                | 250 ans         | Jardin du Faouëdic                 | essence exotique               |
| Tilleul                | Malansac               | 200 à 250 ans   | Château de la Grationnais          | essence autochtone             |
| Araucaria              | Malansac               | plus de 200 ans | Château de la Grationnais          | essence exotique               |
| Pin Laricio            | Malestroit             | 120 à 150 ans   | Île de la Madeleine                | essence exotique               |
| Cunninghamia           | Malguénac              | 100 ans         | Manoir de Lesturgant               | essence exotique               |
| Séquoia                | Malguénac              | plus de 150 ans | Château de Moustoirlan             | essence exotique               |
| Séquoia                | Malguénac              | plus de 150 ans | Domaine de Lesturgant              | essence exotique               |
| Chêne pédonculé        | Ménéac                 | 250 à 300 ans   | Le Comblot                         | essence autochtone             |
| Frêne commun           | Meslan                 | plus de 150 ans | Château de Boblaye                 | essence autochtone             |
| Érable de Montpellier  | Missiriac              | 120 ans         | Le Bois Ruault                     | essence exotique               |
| Hêtre pourpre          | Missiriac              | 120 ans         | Le Bois Ruault                     | essence exotique               |
| Liquidambar            | Missiriac              | 120 ans         | Le Bois Ruault                     | essence exotique               |
| Châtaignier            | Monteneuf              | 500 ans         | La Voltais                         | essence d'importation ancienne |
| Poirier                | Moréac                 | 100 ans         | Keraudren                          | essence autochtone             |
| Chêne pédonculé        | Néant-sur-Yvel         |                 | Kerdréant                          | essence autochtone             |
| Chêne rouge d'Amérique | Ploërmel               | 80 ans          | Lycée La Mennais                   | essence exotique               |
| Séquoia                | Ploërmel               | 80 ans          | Lycée La Mennais                   | essence exotique               |
| Chêne pédonculé        | Plumelec               | 300 à 350 ans   | La Saudraie                        | essence autochtone             |
| If commun              | Plumelec               | 300 ans         | Saint-Aubin                        | essence autochtone             |
| Chêne pédonculé        | Pluméliau-Bieuzy       | 200 à 300 ans   | Por Talvern Pluméliau              | essence autochtone             |
| Faux vernis du Japon   | Pontivy                | 80 à 100 ans    | école des Récollets                | essence exotique               |
| If commun              | Pont-Scorff            | 400 à 500 ans   | Cimetière de Lesbin                | essence autochtone             |
| Chêne pédonculé        | Priziac                | plus de 300 ans | Village de Botqueven               | essence autochtone             |
| Chêne pédonculé        | Questembert            | plus de 200 ans | Manoir de Bocquenay                | essence autochtone             |
| Chêne pédonculé        | Questembert            | 250 à 300 ans   | Village de Paulay                  | essence autochtone             |
| If commun              | Questembert            | plus de 500 ans | Le cimetière                       | essence autochtone             |
| If commun              | Roudouallec            | plus de 500 ans | Le Bourg                           | essence autochtone             |
| Charme                 | Ruffiac                | 80 à 120 ans    |                                    | essence autochtone             |
| If commun              | Ruffiac                | 350 ans         | Chapelle Saint-Jacques             | essence autochtone             |
| Tilleul                | Saint-Avé              | 200 ans         | Château de Rulliac                 | essence autochtone             |
| Chêne pédonculé        | Saint-Brieuc-de-Mauron |                 |                                    | essence autochtone             |
| Robinier faux-acacia   | Saint-Gildas-de-Rhuys  | 100 à 150 ans   | Bourg de Saint-Gildas              | essence autochtone             |
| Pin maritime           | Saint-Gildas-de-Rhuys  | 105 à 110 ans   | Bois de Kerver                     | essence d'importation ancienne |
| Chêne pédonculé        | Saint-Gonnery          | 400 ans         | Hilvern                            | essence autochtone             |
| Chêne pédonculé        | Saint-Jean-Brévelay    | plus de 500 ans | Le Pouldu                          | essence autochtone             |
| If commun              | Saint-Jean-Brévelay    | plus de 500 ans | Chapelle Saint-Nicolas             | essence autochtone             |
| Châtaignier            | Saint-Jean-Brévelay    | 500 ans         | Ker ras Coët                       | essence d'importation ancienne |
| Orme                   | Saint-Malo-de-Beignon  | 200 ans         |                                    | essence autochtone             |
| Chêne vert             | Saint-Nolff            | 150 à 200 ans   | Propriété Guyomarc'h               | essence autochtone             |
| Châtaignier            | Saint-Servant-sur-Oust | 200 ans         | Château de Castel                  | essence d'importation ancienne |
| Chêne pédonculé        | Saint-Tugdual          | plus de 300 ans | Paner                              | essence autochtone             |
| Houx                   | Sarzeau                | plus de 100 ans | Ancienne gendarmerie               | essence autochtone             |
| Chêne pédonculé        | Le Sourn               | plus de 300 ans | Kermelin                           | essence autochtone             |
| Châtaignier            | Sulniac                | plus de 250 ans | Village de Tréguern                | essence d'importation ancienne |
| Houx                   | Theix-Noyalo           | plus de 100 ans | Route de Vannes - Treffléan Theix  | essence autochtone             |
| Pin Laricio            | Trédion                | 100 ans         | Château de Trédion                 | essence exotique               |
| Séquoia                | Trédion                | 100 ans         | Château de Trédion                 | essence exotique               |
| Châtaignier            | Treffléan              | plus de 300 ans | Hameau de Montaigu                 | essence d'importation ancienne |
| If commun              | Val-d'Oust             | plus de 500 ans | Place de l'église La Chapelle-Caro | essence autochtone             |
| Chêne pédonculé        | Vannes                 | 250 à 300 ans   | Rue Jérôme d'Arradon               | essence autochtone             |
| Frêne commun           | Vannes                 | plus de 100 ans | Rue du Jointot                     | essence autochtone             |
| Tilleul                | Vannes                 | 200 ans         | Jardin de Limur                    | essence autochtone             |
| Magnolia soulangeana   | Vannes                 | 100 ans         | Rue de Bernus                      | essence exotique               |
| Magnolia soulangeana   | Vannes                 | 100 ans         | Jardin des remparts                | essence exotique               |

### Galerie

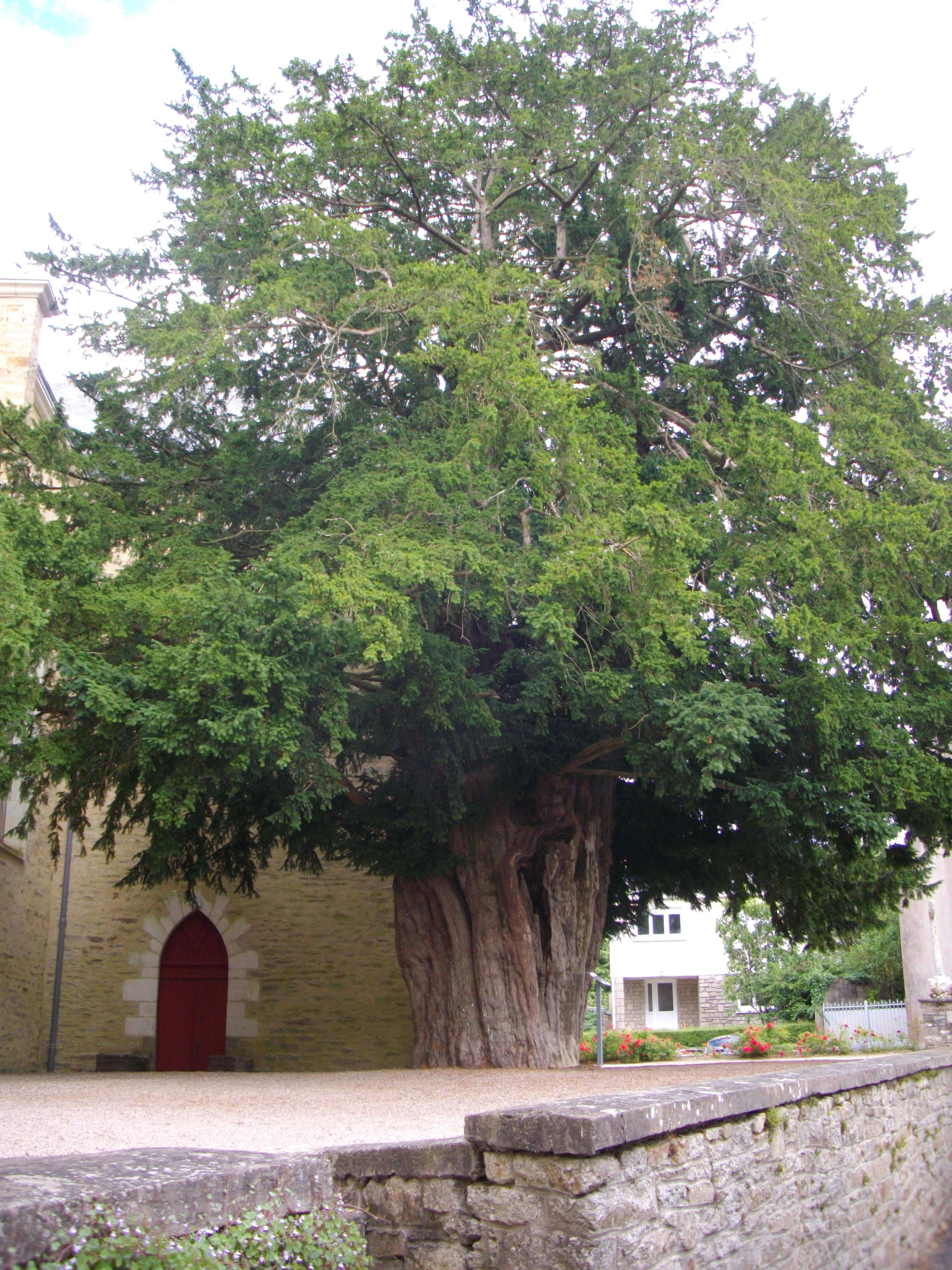
If de la Chapelle-Caro.
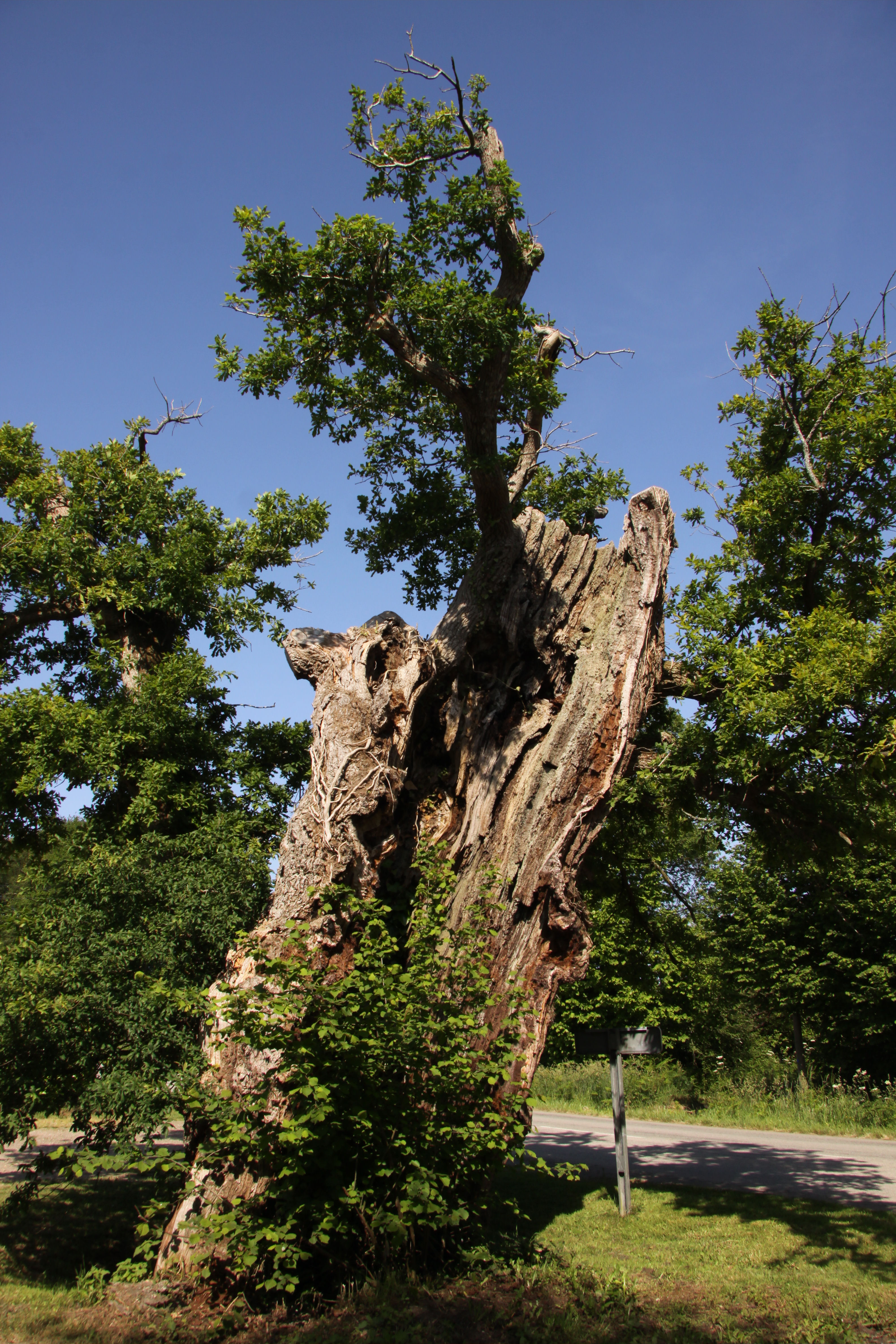
Chêne de Saint-Jean-Brévelay.
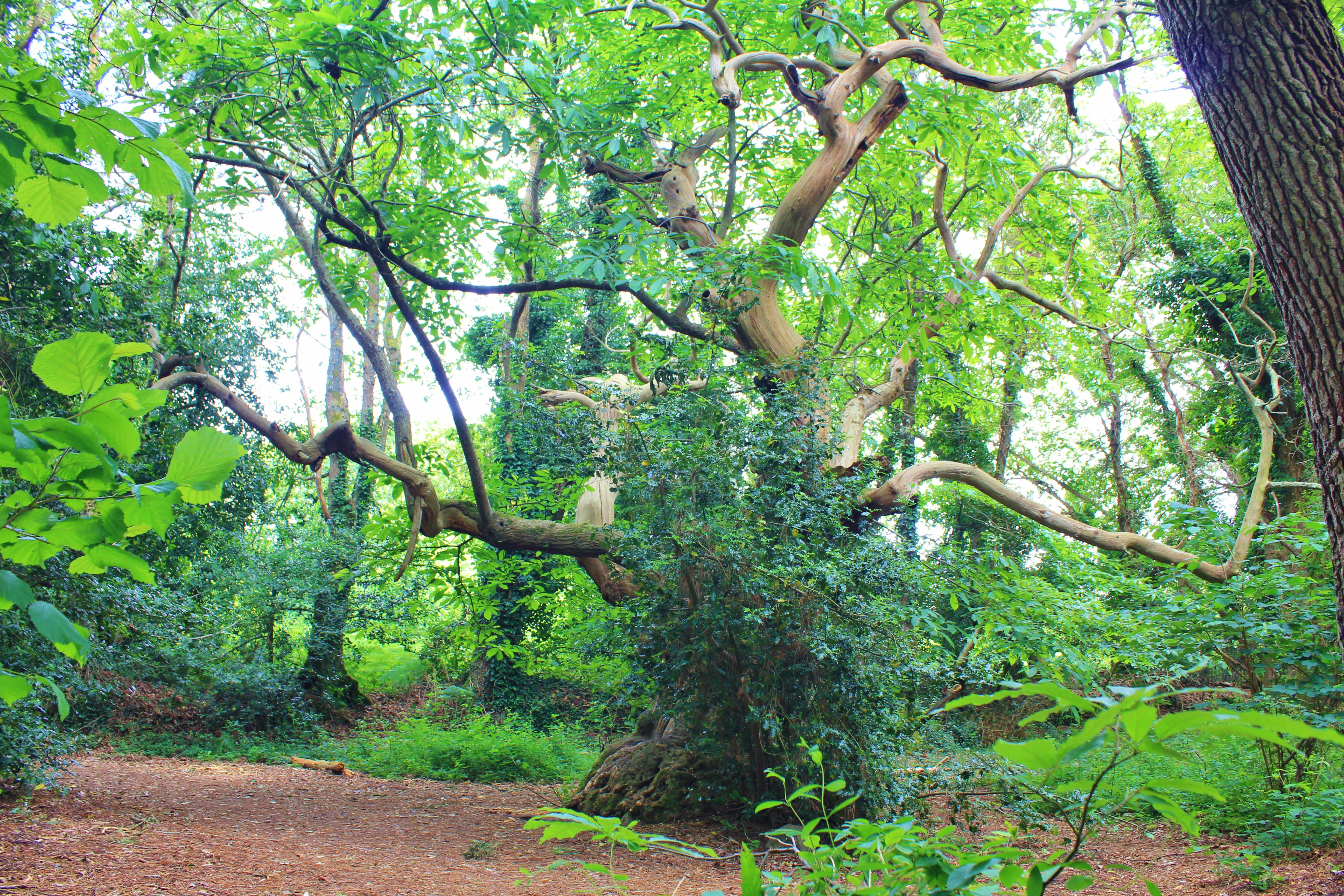
Châtaignier de La Forest, Locoal-Mendon.
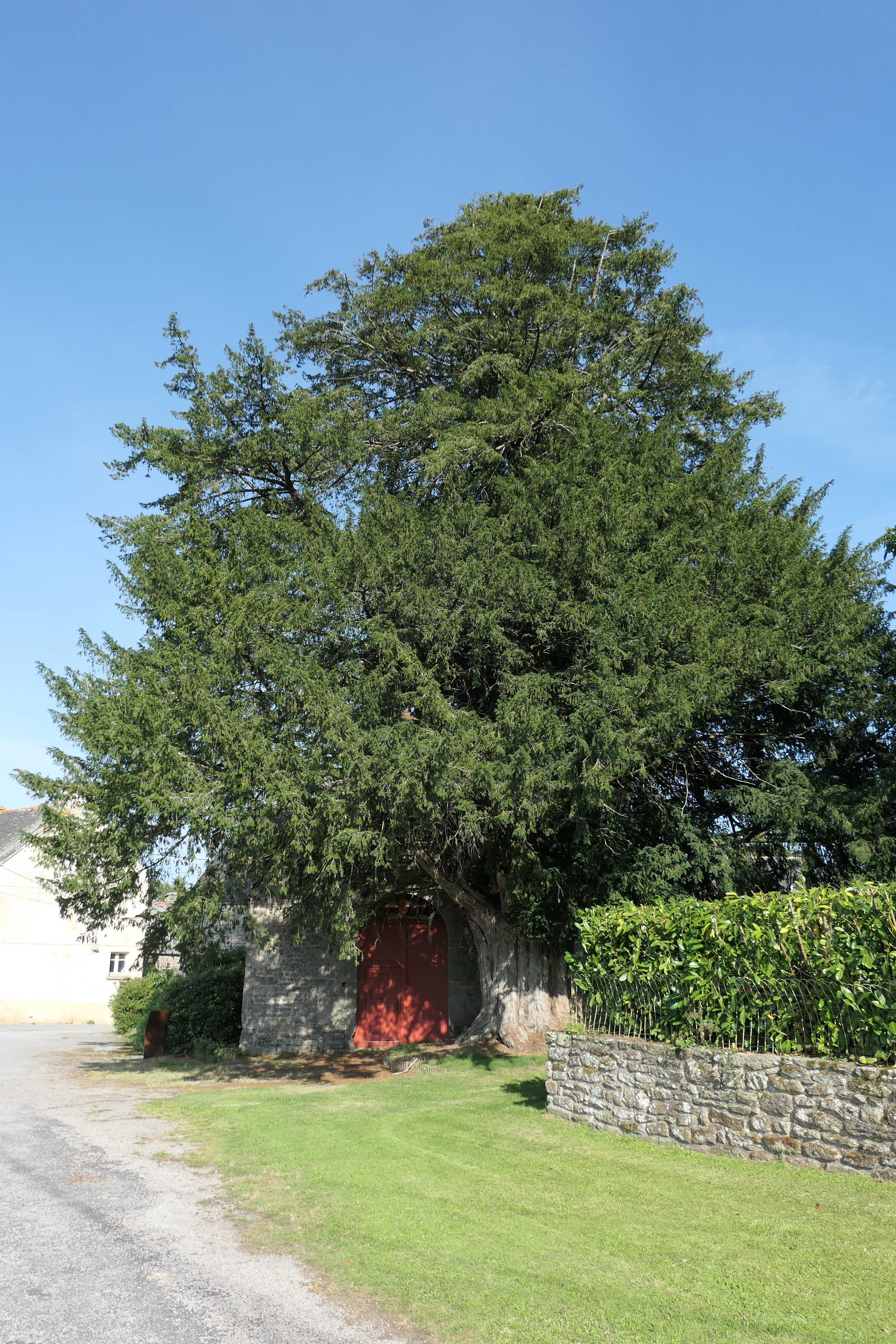
If de la chapelle Saint-Yves de Cruguel.